# شهرستان چئونگیانگ
شهرستان چئونگیانگ (به لاتین: Cheongyang County) یک منطقهٔ مسکونی در کره جنوبی است که در جئونسانگنام-دو واقع شده‌است. شهرستان چئونگیانگ ۴۷۹٫۵۷ کیلومتر مربع مساحت و ۳۷٬۱۹۴ نفر جمعیت دارد.